# Nokia 7200
Il Nokia 7200 è un telefono cellulare prodotto dall'azienda finlandese Nokia e messo in commercio nel 2004.

## Caratteristiche
- Dimensioni: 86 x 50 x 24 mm
- Massa: 115 g
- Risoluzione display: 128 x 128 pixel 65 535 colori
- Risoluzione display esterno: 96 x 36 pixel monocromatico
- Durata batteria in conversazione: 5 ore
- Durata batteria in standby: 300 ore (12 giorni)
- Memoria: 4 MB
- IrDa